# توکو کائودیو
توکو کائودیو (به ایتالیایی: Tocco Caudio) یک کومونه در ایتالیا است که در استان بنونتو واقع شده‌است. توکو کائودیو ۲۷٫۲ کیلومتر مربع مساحت و ۱٬۵۹۳ نفر جمعیت دارد و ۵۴۰ متر بالاتر از سطح دریا واقع شده‌است.